# プロキシマ・ケンタウリb
プロキシマ・ケンタウリb（またはプロキシマb）とは、太陽に最も近い恒星であり、三重星系のアルファ・ケンタウリの恒星の一部である赤色矮星プロキシマ・ケンタウリのハビタブルゾーン内を公転している太陽系外惑星である。地球からケンタウルス座の方向に約4.2光年 (1.3 pc)離れており、プロキシマ・ケンタウリcとプロキシマ・ケンタウリdとともに太陽系に最も近い既知の太陽系外惑星となっている。
プロキシマ・ケンタウリbは主星からおよそ0.05天文単位 (7.5×106 km; 4.6×106 mi)離れて公転しており、公転周期は約11.2日である。他の特性はよくわかっていないが、最小質量が1.17地球質量の地球のような惑星である可能性がある。また、地球外生命が存在できる有力な候補である。それが実際に居住可能であるかどうかは、それが大気を持っているかどうかなど、多くの未知の特性が絡んでいる。プロキシマ・ケンタウリは、惑星から大気を剥ぎ取る可能性のある電磁放射の強い放出を伴う閃光星である。この惑星が地球に近いことは、例えばブレークスルー・スターショット計画のようなロボットによる宇宙探査の標的となる可能性がある。

## 発見

2016年の最初の3か月間にHARPSスペクトログラフで測定された、地球の方向へ移動、または地球から離れるプロキシマ・ケンタウリの視線速度。黒のエラーバーが付いた赤い記号はデータポイントを表し、青い曲線はデータの適合である。運動の振幅と周期は、惑星の最小質量を推定するために使用された。

プロキシマ・ケンタウリは、プロキシマ・ケンタウリbが発見される以前から既に太陽系外惑星探索の標的になっていたが、2008年と2009年の初期の観測では、ハビタブルゾーンに地球よりも大きい太陽系外惑星が存在することが除外された。赤色矮星の周囲を公転している惑星は非常に一般的であり、恒星ごとに平均して1~2個の惑星が存在し、すべての赤色矮星の約20~40%がハビタブルゾーン内に惑星が存在している。さらに、赤色矮星は群を抜いて最も一般的なタイプの恒星である。
プロキシマ・ケンタウリbが最初に発見されたのは2013年で、ハートフォードシャー大学のミッコ・ツオミによる観測データの分析によってであった。発見の可能性を確認するため、ヨーロッパ南天天文台は2016年1月にPale Red Dotプロジェクトを立ち上げた。2016年以前は、チリのヨーロッパ南天天文台での観測により、恒星のフレアまたは彩層の活動では十分に説明できないプロキシマ・ケンタウリの異常な信号が検出されていた。2016年、ギエム・アングラーダ・エスクデらはプロキシマ・ケンタウリのハビタブルゾーンに存在する太陽系外惑星がこれらの異常を説明できると提案した。2020年に、別の太陽系外惑星プロキシマ・ケンタウリcが発見されたが、プロキシマ・ケンタウリの周囲に存在する塵円盤と3番目の惑星プロキシマ・ケンタウリdの存在は2021年時点では未確認であった。太陽系から最も近い恒星であるプロキシマ・ケンタウリのハビタブルゾーンを公転するプロキシマ・ケンタウリbの発見は、惑星科学における主要な発見であり、プロキシマ・ケンタウリが属しているアルファ・ケンタウリ星系に関心を集めた。主星の視線速度のピークは、軌道周期に加え、小さな質量の太陽系外惑星の存在が計算できるものであった。誤検出の可能性は1000万分の1以下である。
複雑な観測データには、プロキシマ・ケンタウリに他の大きな惑星が存在する可能性が残されている。計算上は他にスーパー・アースサイズの惑星が示唆されており、この惑星がプロキシマ・ケンタウリbの軌道を不安定にしないことも判明している。さらに公転周期が60日から500日の惑星を示すシグナルも発見されているが、恒星の活動を誤認したものでないかは2016年現在未だはっきりしていない。

## 物理的性質
プロキシマ・ケンタウリbは地球に最も近い太陽系外惑星であり、約4.2光年離れている。惑星の年齢は不明である。プロキシマ・ケンタウリ自体がアルファ・ケンタウリによって捕らえられた可能性があるため、必ずしも年齢が約50億年であるアルファ・ケンタウリA・Bと同じ年齢であるとは限らない。プロキシマ・ケンタウリbに衛星が存在した場合、その軌道が安定している可能性は低い。

### 質量・半径・温度
プロキシマ・ケンタウリbの軌道傾斜角は未だ観測できていない。下限質量は地球質量の1.27倍だが、これは惑星の軌道が地球から見てドップラーシフトが最大となる角度だった場合である。今後の観測により軌道傾斜角が明らかになれば、真の質量が計算できるようになる。より傾きが強い場合は質量も大きくなるが、とりえる角度の90%の範囲では、大きくとも地球質量の3倍以内に収まる。もし惑星が地球型惑星でその密度が地球と同じ場合、その半径は最小で地球の1.1倍となる。もしより密度が低かったり、質量が大きい場合は、半径ももっと大きい可能性がありうる。惑星の平衡温度は234 K (−39 °C) で、主星のハビタブルゾーン内に位置している。

### 軌道

プロキシマ・ケンタウリの3つの惑星の軌道の図

主星から0.0485天文単位離れた距離で11.18427±0.00070日ごとにプロキシマ・ケンタウリの周囲の軌道を1周している。地球と太陽の距離よりもプロキシマ・ケンタウリに20倍以上近い。2021年の時点で、軌道離心率を持っているかどうかは不明である。しかし、プロキシマ・ケンタウリbには赤道傾斜角がない可能性がある。
太陽系で比較すると、太陽に最も近い惑星である水星が軌道長半径0.39天文単位でありそれよりも遥かに主星に近い。プロキシマ・ケンタウリbが主星から受け取る放射流束は地球が太陽から受ける量の約65%程度でしかない。この放射流束の大半は赤外線であり、可視光線は地球が受ける量の僅か2%で、プロキシマ・ケンタウリbの地表は地球の黄昏時以上に明るくなることは無い。しかしながら、主星に極めて近いため、プロキシマ・ケンタウリbには地球の約400倍ものX線が降り注ぐ。

### 組成
2020年の時点で、プロキシマ・ケンタウリbの推定最小質量は1.173±0.086地球質量である。他の推定値も同様であるが、すべての推定値は惑星の軌道傾斜角に依存しており、過小評価されている可能性がある。プロキシマ・ケンタウリbは地球に似ているとされているが、惑星の半径はあまり知られておらず、決定するのは困難である。質量は地球型惑星と海王星型惑星の間に位置している。組成に応じてプロキシマ・ケンタウリbは非常に水が豊富な惑星か、大きな核を持つ水星のような惑星（惑星の形成初期に特定の条件を必要とする）のいずれかになる可能性がある。プロキシマ・ケンタウリの鉄・ケイ素・マグネシウム比を観測すると、惑星の組成とほぼ一致すると予想されるため、惑星の組成を決定できる可能性がある。様々な観測により、これらの元素の太陽系のような比率が発見された。
2021年現在のプロキシマ・ケンタウリbについては、主星からの距離と公転周期以外はほとんど知られていないが、特性のシミュレーションがいくつか行われている。地球のような組成を想定し、銀河系に関する環境の予測、放射性崩壊と磁気誘導加熱による内部発熱、惑星の自転、恒星放射の影響、惑星を構成する揮発性物質の量とこれらのパラメーターの経時変化などが含まれる。
プロキシマ・ケンタウリbは、地球とは異なる条件下で発達した可能性があり、水が少なく、衝撃が強く、主星から現在の距離で形成されたと仮定すると、全体的に発達が速くなる。原始惑星系円盤内の物質の量が不十分であるため、プロキシマ・ケンタウリbはおそらくプロキシマ・ケンタウリまでの現在の距離では形成されなかった。代わりに、惑星または断片がより主星から離れた距離で形成され、プロキシマ・ケンタウリの現在の軌道に移動したと考えられる。前駆体の材料の性質によっては、揮発性物質が豊富な場合がある。いくつかの異なる形成説を考えることが可能であり、その多くはプロキシマ・ケンタウリ周辺の他の惑星の存在に依存しているため、その結果異なる組成になる。

### 潮汐固定
プロキシマ・ケンタウリbは、自転と公転の同期（潮汐固定）が発生している可能性がある。これは、1:1の軌道では、惑星の同じ側が常にプロキシマ・ケンタウリに面することを意味する。1:1の潮汐固定が、惑星の一部しか居住できない極端な気候につながるなど、居住可能な条件がそのような状況で発生する可能性があるかどうかは不明である。
ただし、惑星は潮汐固定されていない可能性もある。プロキシマ・ケンタウリbの軌道離心率が0.1-0.06よりも大きい場合、水星のような3:2共鳴または2:1などの高次共鳴に入る傾向がある。プロキシマ・ケンタウリ周辺の追加の惑星とアルファ・ケンタウリとの相互作用は、より高い軌道離心率を引き起こす可能性がある。惑星が対称的（三軸）でない場合、軌道離心率が低くても、潮汐固定のない軌道となることが可能性である。しかし、軌道が潮汐固定されていない場合、惑星のマントルが潮汐加熱され、火山活動が増加し、磁場を生成するダイナモが停止する可能性がある。正確な動力学は、惑星の内部構造と潮汐加熱に応じたその進化に強く依存している。

## 主星

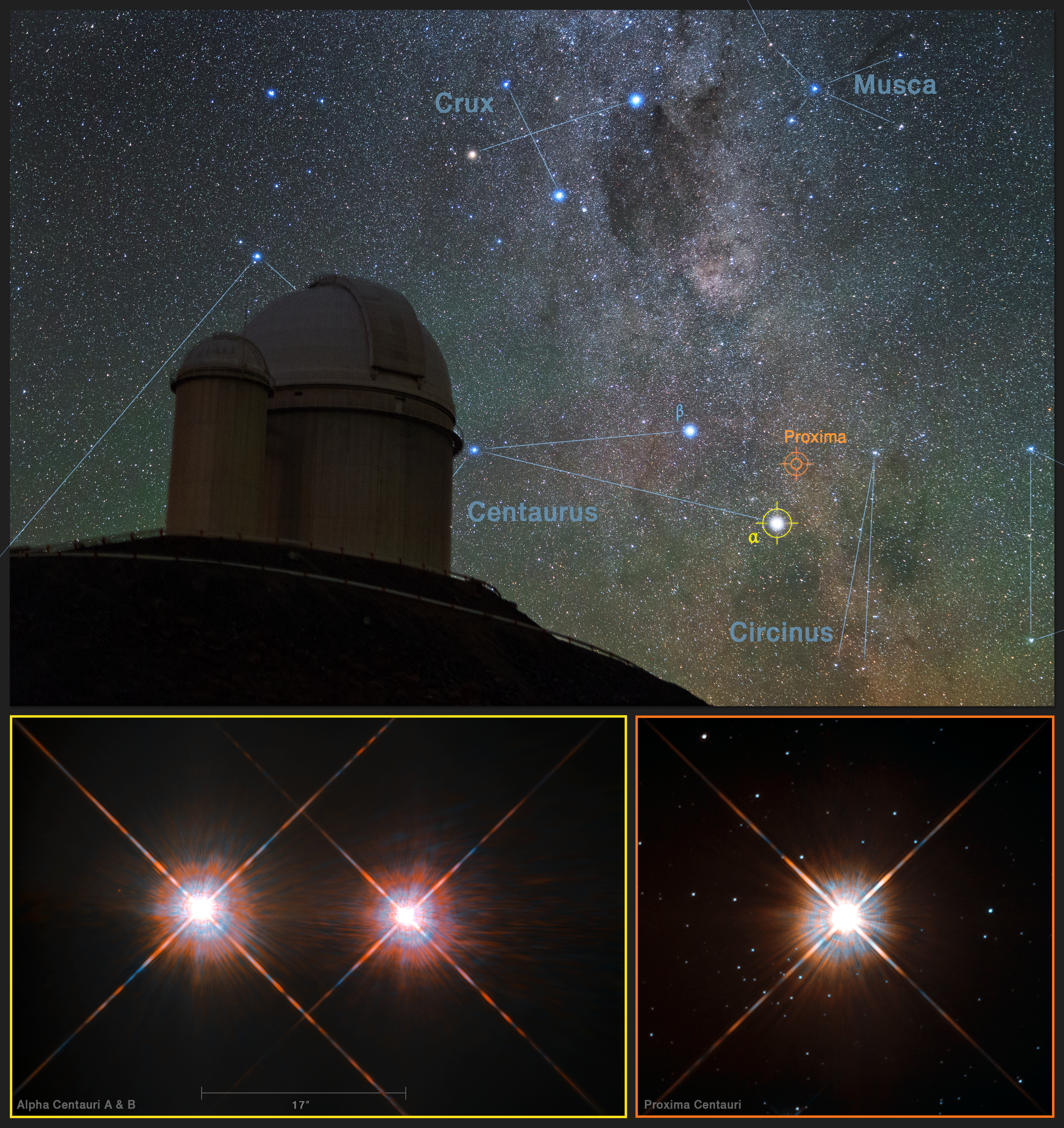
チリのラ・シヤ天文台と南天の夜空に、NASAのハッブル宇宙望遠鏡が写したプロキシマ・ケンタウリ（右下）、それにアルファ・ケンタウリAとB（左下）。

プロキシマ・ケンタウリは赤色矮星で、質量は0.120±0.015太陽質量に相当し、半径は0.141±0.021太陽半径である。有効温度は3050±100ケルビンで、スペクトル分類はM5.5Vで、光度は0.00155±0.00006太陽光度である。プロキシマ・ケンタウリは、磁場の活動により明るさと高エネルギー放射が時に急激に増加する閃光星であり、これは大きな太陽嵐を引き起こし、もし惑星が強い磁場や大気で守られていない場合、その地表に強烈なプラズマを浴びさせる恐れがある。また、光度は数時間の間に100倍変化する。プロキシマ・ケンタウリの磁場は太陽の磁場よりもかなり強く、600±150ガウスである。7年の長い周期で変化する。プロキシマ・ケンタウリは48.5億年前に誕生したと推定される。比較して、太陽は46億年前に誕生して、その表面温度は5778 Kである。プロキシマ・ケンタウリは約83日で自転しており、その光度は太陽光度の約0.0015倍と非常に暗い。2つの大きな恒星と三重星系を構成しており、こうした小さな恒星としては珍しく、太陽に比べて相対的に金属に富んでいる。その金属量 ([Fe/H]) は0.21で、この数値は太陽の1.62倍の金属が存在することを示す。
これは太陽に最も近い恒星であり、1.3008 ± 0.0006パーセク (4.2426 ± 0.0020 ly)離れている。プロキシマ・ケンタウリは連星系の一部であり、他の恒星はアルファ・ケンタウリAとアルファ・ケンタウリBである。複数の恒星が存在することにより、プロキシマ・ケンタウリbは形成から現在までの中で主星に近づいた可能性がある。2012年にアルファ・ケンタウリBの周囲に惑星アルファ・ケンタウリBbが検出されたが、その存在は疑わしい。プロキシマ・ケンタウリは太陽系に近接しているにもかかわらず、フレアによって肉眼で観測できる場合を除いて、暗すぎて肉眼で観測することができない。

## 表面状態

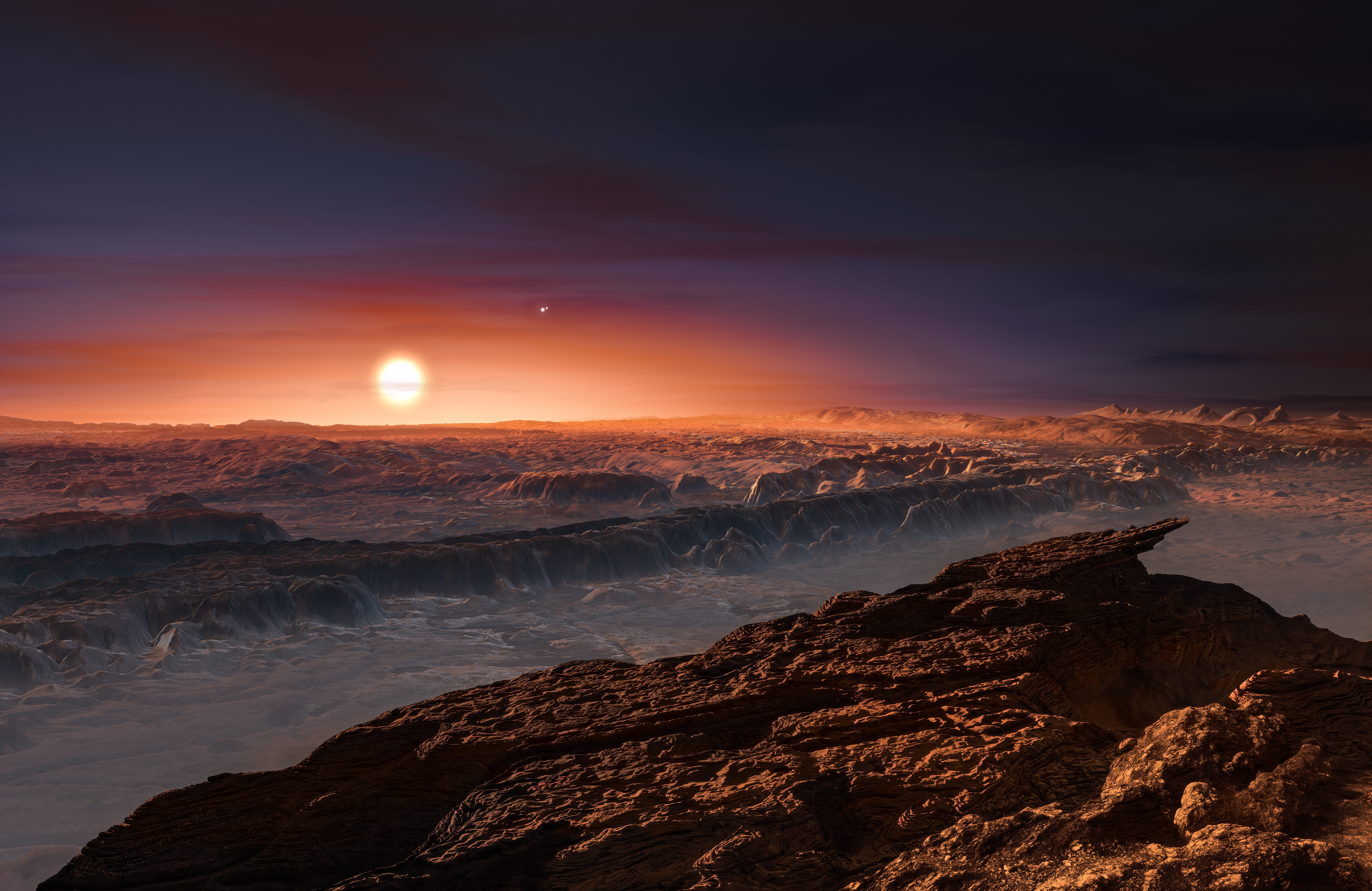
プロキシマ・ケンタウリbの表面の想像図。アルファ・ケンタウリA・Bもプロキシマ・ケンタウリの右上の背景に描かれている。

プロキシマ・ケンタウリbは、その惑星系のハビタブルゾーン内を公転している。惑星は地球の照射の約65%を受けている。その平衡温度は約234+6
−14 Kである。プロキシマ・ケンタウリbの軌道特性、プロキシマ・ケンタウリによって放出される放射のスペクトル、雲の動きや霧などの様々な要因が、大気を運ぶプロキシマ・ケンタウリbの気候に影響を与える 。
プロキシマ・ケンタウリbの大気には、2つの説が考えられる。1つのケースでは、惑星の水が凝縮し、水素が宇宙空間に失われた可能性がある。しかし、プロキシマ・ケンタウリbが原始的な水素の大気を持っていたか、主星から遠く離れて形成された可能性もあり、それは水の逃げ道を減らしたと考えられる。したがって、プロキシマ・ケンタウリbはその初期の歴史を超えて水を保っていた可能性がある。大気が存在する場合、酸素や二酸化炭素などの酸素含有化合物が含まれている可能性がある。主星の磁気活動と一緒に、惑星が磁場を持っているならば地球から観測することができるオーロラを生じさせるであろう。
地球気候に使用される全球気候モデルを含む気候モデルは、プロキシマ・ケンタウリbの大気の特性をシミュレートするために使用されてきた。自転と公転の同期の有無、水と二酸化炭素の量などの特性に応じて、様々な説が考えられる。それらは惑星の一部または全体が氷で覆われている、惑星全体または小さな海、または乾燥した土地のみ、これらの組み合わせ、または1つまたは2つの「アイボール」または液体の水があるアカザエビの形をした領域の説である。追加の要因は、対流の性質、大陸の分布であり、これは炭酸塩-ケイ酸塩サイクルを維持し、したがって大気中の二酸化炭素濃度を安定させることができる。居住可能な気候のための空間を広げる海洋熱輸送、海洋の特性を変える塩分変動、ロスビー波の動力学を決定する惑星の自転周期、および海洋を凍結させる可能性のある海氷の動力学が含まれる。

### 大気の安定性
大気の安定性は、プロキシマ・ケンタウリbにおける居住可能性の主要な問題である。
- プロキシマ・ケンタウリからの紫外線とX線による強い照射は居住可能性を低くする要因になる[20]。プロキシマ・ケンタウリbは、地球の約10~60倍の放射線を受け取り[58]、X線が特に増加し[77]、過去にはさらに多くの放射線を受け取った可能性がある[78]。それは地球の最大7~16倍の累積XUV放射であるとされる[79]。水素は放射を容易に吸収し、再び失うことはないため、UV放射とX線は効果的に大気散逸を発生させることができる[24]。したがって、水素原子と分子の速度が惑星の重力場から逃げるのに十分になるまで暖まることとなる[80]。水を水素と酸素に分離し、惑星の外気圏で水素が逃げるまで加熱することで水を失う。水素は、酸素[81]や窒素などの他の元素を引き離す可能性がある[82]。窒素と二酸化炭素はそれ自体で大気から逃げることができるが、この手順が地球のような惑星の窒素と二酸化炭素の含有量を大幅に減らすことはありそうにない[83]。
- 恒星風とコロナ質量放出は、大気に対するさらに大きな脅威である[24]。プロキシマ・ケンタウリbに影響を与える恒星風の量は、地球に影響を与える量の4~80倍になる可能性がある[79]。より強い紫外線とX線放射は、惑星の大気を磁場の外側に持ち上げ、恒星風と大量放出によって引き起こされる損失を増加させる可能性がある[84]。
- プロキシマ・ケンタウリbの主星からの距離では、恒星風は、プロキシマ・ケンタウリの磁場の強さに応じて、地球の周囲よりも10~1000倍濃くなる可能性がある[85]。2018年の時点で、惑星に磁場があるかどうかは不明であり[20]、上層大気には独自の磁場がある可能性がある[84]。プロキシマ・ケンタウリbの磁場の強さに応じて、恒星風は惑星の大気に深く浸透し、その一部を剥ぎ取ることができるとされる[86]。毎日および年間のタイムスケールでかなりの変動がある[85]。
- 惑星に自転と公転の同期が発生している場合、大気は夜側で崩壊する可能性がある[87]。二酸化炭素の氷河は再循環できるが、これは特に二酸化炭素が大気の多くを占めているということである[88]。
- 太陽のような恒星とは異なり、プロキシマ・ケンタウリのハビタブルゾーンは、星が前主系列星[注 18]の段階にあったとき、遠く離れていたとされる[89][90]。プロキシマ・ケンタウリの場合、惑星が現在の軌道で形成されたと仮定すると、水が凝縮するには主星に近すぎて最大1億8000万年を費やした可能性がある[56]。したがって、プロキシマ・ケンタウリbは暴走温室効果を受けた可能性があり、惑星の水は蒸発し[91]、UV放射によって水素と酸素に分解される。水素、したがって水はその後失われた可能性があり[56]、金星で発生したことと同様である[92]。
- 過去にプロキシマ・ケンタウリbに他の天体が衝突していた場合、大気を不安定にし[93]、海を沸騰させる可能性がある[16]。

プロキシマ・ケンタウリbが元の大気を失ったとしても、火山活動によってしばらくすると再び形成される可能性がある。2番目の大気には二酸化炭素が含まれている可能性があり、地球のような大気よりも安定した大気を形成する。地球の場合、マントル内に含まれる水の量は、地球1つの海の量に近づく可能性がある。さらに、太陽系外彗星の影響により、プロキシマ・ケンタウリbに水が再供給される可能性がある。

### 水の供給
多くのメカニズムが発展途上の惑星に水を供給することができる。プロキシマ・ケンタウリbが受け取った水量は不明である。2016年のRibasらによるモデリングでは、プロキシマ・ケンタウリbが失われたのは地球の海洋に相当する水1つだけであったことを示しているが、その後の研究では、失われた水の量はかなり多くなる可能性があることが示唆された。2017年には、大気が1,000万年以内に失われると結論付けた。しかし、推定値は大気の初期質量に強く依存しているため、非常に不確実である。

## 居住可能性

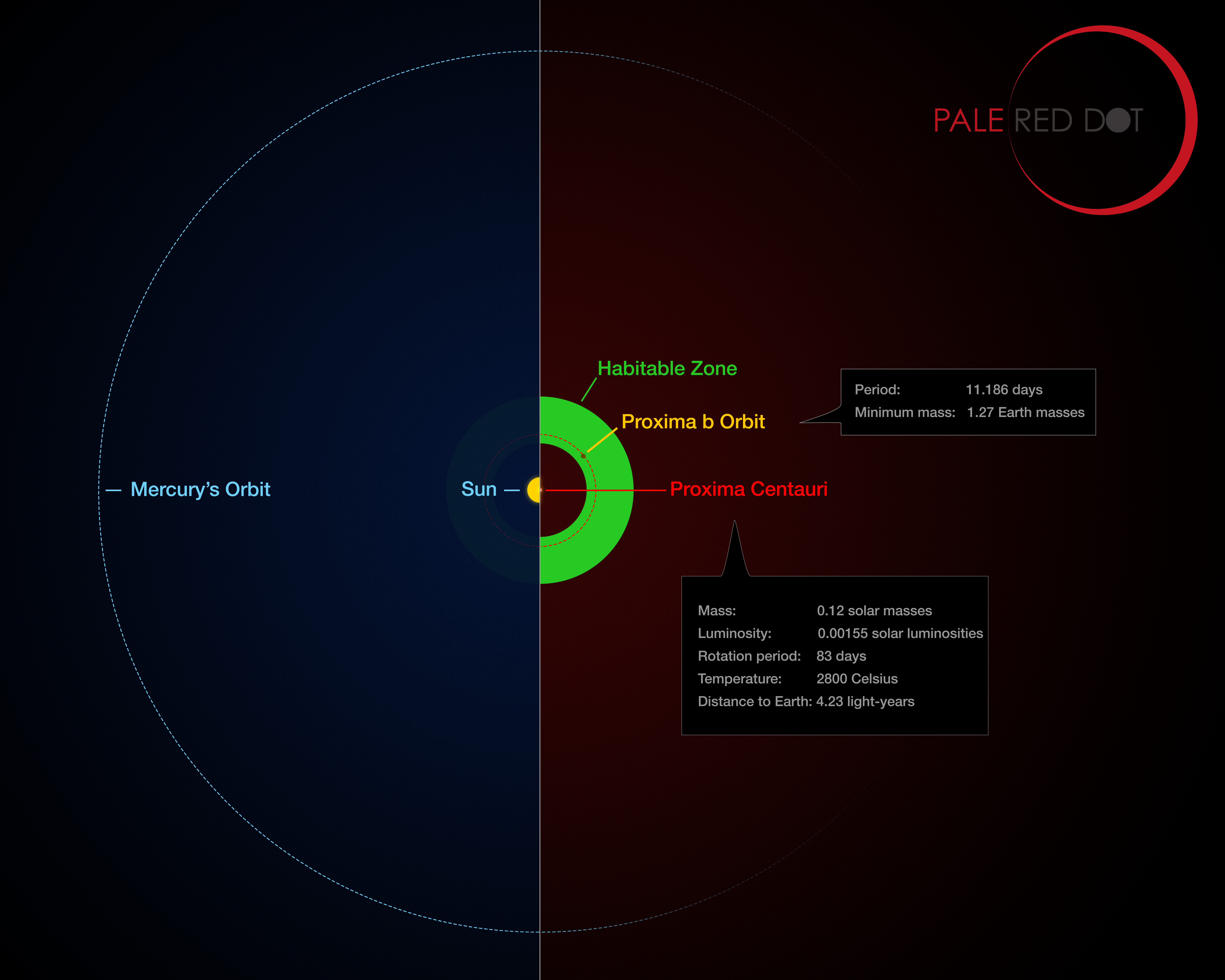
プロキシマ・ケンタウリ系（プロキシマ・ケンタウリb軌道）と太陽系（水星軌道）の比較。プロキシマ・ケンタウリbはハビタブルゾーンの中を公転しているとされる。

太陽系外惑星の研究の文脈では、「居住可能性」は通常、液体の水が惑星の表面に存在する可能性として定義される。太陽系外惑星に存在する生命の文脈で通常理解されているように、表面の液体の水と大気は居住可能性の前提条件である。例えば、太陽系のエウロパの地下の海など、惑星の地下に限定された生命は、遠くから検出するのは難しいが、寒い海に覆われたプロキシマ・ケンタウリbでの居住可能性のモデルを構成するかもしれない。
赤色矮星系の居住可能性は物議を醸す主題であり、いくつかの考慮事項がある。
- プロキシマ・ケンタウリの活動と自転と公転の同期の両方が、これらの条件の確立を妨げるであろう[15]。
- XUV放射とは異なり、プロキシマ・ケンタウリbのUV放射はより赤く（より冷たく）、したがって有機化合物との相互作用が少なく[98]、オゾンの生成が少ない可能性がある[99]。逆に、恒星の活動は、オゾン層を十分に枯渇させて、紫外線を危険なレベルまで増加させる可能性がある[43][100]。
- 軌道離心率によっては、軌道の一部でハビタブルゾーンの外側に部分的に位置する場合がある[21]。
- 酸素[101]および/または一酸化炭素は、プロキシマ・ケンタウリbの大気中に有毒な量まで蓄積する可能性がある[102]。しかしながら、高酸素濃度は複雑な生物の進化を助ける可能性もある[101]。
- 海が存在する場合、潮汐は沿岸の氾濫と乾燥を引き起こし、生命の発達を助長する化学反応を引き起こす可能性がある[103]。昼夜の周期のない、自転と公転の同期が発生している惑星[104]は、海洋を循環させ、栄養素を供給および再分配し[105]、地球上の潮汐などの海洋生物の周期的な拡大を刺激する[106]。

一方、プロキシマ・ケンタウリのような赤色矮星は、太陽よりもはるかに長い寿命を持ち、宇宙の推定年齢の何倍にもなるため、生命を発達させるのに十分な時間を与える。プロキシマ・ケンタウリが放出する放射線は、酸素生成光合成には不向きであるが、無酸素光合成には十分である。ただし、無酸素光合成に依存する生命をどのように検出できるかは不明である。2017年のある研究では、光合成に基づくプロキシマ・ケンタウリbの生態系の生産性は、地球の生産性の約20%である可能性があると推定されている。

## 観測と探査計画
2021年の時点で、プロキシマ・ケンタウリbはまだ直接画像化されていない。これは、プロキシマ・ケンタウリからの距離が小さすぎるためである。地球の視点から見てプロキシマ・ケンタウリの前面を通過する可能性は低く、すべての観測においてプロキシマ・ケンタウリbのトランジットの証拠を見つけることができなかった。恒星は、2019年4月から5月にブレイクスルー・リッスンプロジェクトによってBLC-1信号を検出し、テクノロジー関連の無線信号の放出の可能性について観測されている。しかし、その後の調査では、それはおそらく人間起源であることが示された。
ジェイムズ・ウェッブ宇宙望遠鏡やナンシー・グレース・ローマン宇宙望遠鏡などの将来の大型地上望遠鏡や宇宙望遠鏡は、地球に近接していることを考えると、プロキシマ・ケンタウリbを直接観測できるが、惑星の微細な光を恒星から分離することが難しい。地球から観測できる可能性のある特性は、海洋からの恒星の光の反射、大気ガスと霧の放射パターン、および大気熱輸送である。プロキシマ・ケンタウリbが特定の組成の大気などの特性を持っている場合、地球に対してどのように見えるかを決定するための努力がなされてきた。
人間が作った最速の宇宙機でさえ、星間距離を移動するのに長い時間がかかる。ボイジャー2号は、プロキシマ・ケンタウリに到達するのに約75,000年かかる。人間の寿命の範囲でプロキシマ・ケンタウリbに到達するために提案された技術の中には、光速の20%の速度に到達する可能性のある太陽帆がある。問題は、プローブがプロキシマ・ケンタウリ星系に到着したときにどのように減速するかと、高速プローブと恒星間天体との衝突である。プロキシマ・ケンタウリへの探査プロジェクトの中には、21世紀にプロキシマ・ケンタウリに到達できる機器と電力システムの開発を目的としたブレークスルー・スターショットプロジェクトがある。

## プロキシマ・ケンタウリbからの眺め
プロキシマ・ケンタウリbから見えるアルファ・ケンタウリは、地球から見える金星よりかなり明るいとされる。
プロキシマ・ケンタウリbから、太陽はカシオペヤ座の方向に見かけの等級0.40の明るい恒星のように見える。太陽の明るさは、地球からのアケルナルやプロキオンの明るさに似ている。

## 画像
- 地球から見た太陽とプロキシマ・ケンタウリbから見たプロキシマ・ケンタウリの比較。プロキシマ・ケンタウリは太陽より遥かに小さいが、距離が近いため、見かけ上の大きさは遥かに大きくなる。
- プロキシマ・ケンタウリやその連星と他の星々のサイズの比較。太陽と木星も並んでいる。
- ケンタウルス座を中心とした南天の星図。澄んだ夜に裸眼で視認可能な星々が並んでいる。プロキシマ・ケンタウリは赤い丸で示されている。プロキシマ・ケンタウリは裸眼で視認するには暗すぎるが、小さな望遠鏡があれば観測可能である。
- チリのラ・シヤ天文台と南天の夜空に、NASAのハッブル宇宙望遠鏡が写したプロキシマ・ケンタウリ（右下）、それにケンタウルス座α星AとB（左下）。プロキシマ・ケンタウリbの主星であるプロキシマ・ケンタウリは、太陽系から最も近い恒星である。

### ビデオ
- プロキシマ・ケンタウリbの表面温度のシミュレーション。地球のような大気を持ち海洋に覆われているという仮定に基づいている（破線が液体の海と氷の海の境界）。惑星の自転条件の異なる2つのモデルが比較されており、この動画は3:2の軌道共鳴を想定したものである。
- 同じくプロキシマ・ケンタウリbの表面温度のシミュレーション。こちらは自転と公転の同期を想定したものである。
- プロキシマ・ケンタウリbの動画。